# Steve Miller

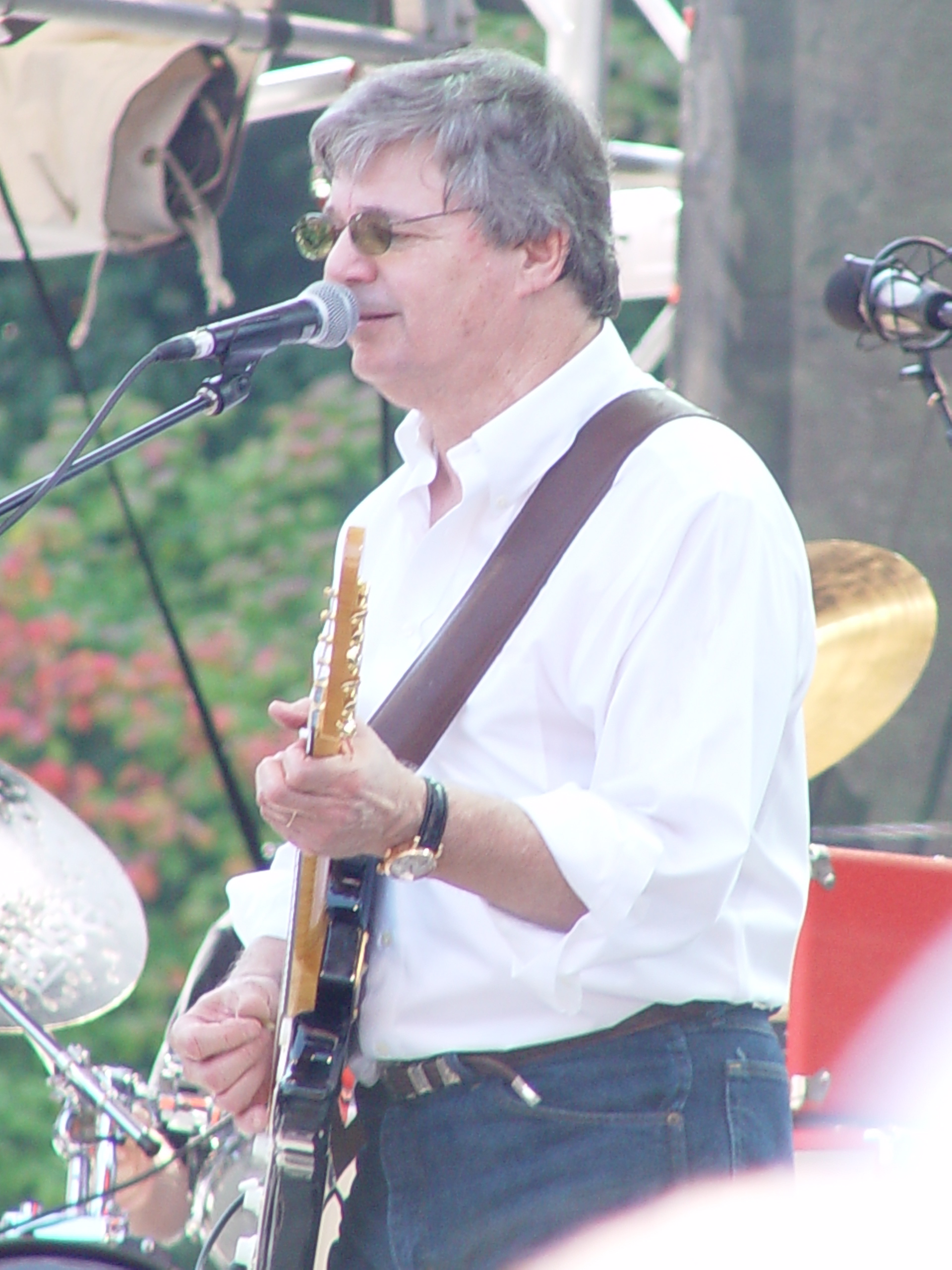
Steve Miller (2006)

Steve Miller (ur. 5 października 1943 w Milwaukee w stanie Wisconsin) – amerykański gitarzysta, piosenkarz i kompozytor. Założyciel zespołu Steve Miller Band (1966).